# Johann Ulrich Steigleder
Johann Ulrich Steigleder (ur. 22 marca 1593 w Schwäbisch Hall, zm. 10 października 1635 w Stuttgarcie) – niemiecki kompozytor i organista.

## Życiorys
Był synem organisty Adama Steigledera, u którego uczył się muzyki. W latach 1613–1615 był organistą w kościele św. Stefana w Lindau. W 1617 roku przeniósł się do Stuttgartu, gdzie objął funkcję organisty w kościele kolegiackim, a od 1627 roku był również organistą na dworze książęcym. Zmarł w trakcie zarazy. Jego uczniem był prawdopodobnie Johann Jakob Froberger.
Był autorem dwóch zbiorów: Ricercar tabulatura, organis et organoedis (Stuttgart 1624) i Tabulatur-Buch (Strasburg 1627).